# 도요오카정 (효고현)
도요오카정(豊岡町)은 효고현 기노사키군에 있던 정이다. 현재의 도요오카시의 중심부에 해당한다.

## 역사
- 1889년 4월 1일 - 정촌제 시행에 의해 15개 정의 구역을 가지고 성립하였다.
- 1933년 4월 1일 - 야타베촌, 닛타촌의 일부를 편입하였다.
- 1943년 4월 1일 - 다즈노촌을 편입하였다.
- 1943년 8월 1일 - 미에촌을 편입하였다.
- 1950년 4월 1일 - 고노쇼촌, 닛타촌, 나카스지촌과 합병해 도요오카시가 성립하여, 동일 도요오카정은 폐지되었다.

## 교통

### 철도
- 일본국유철도 (현 서일본 여객철도)
  - 산요 본선
  - 미야토로선 (현 교토 탄고 철도 미야토로선)

## 참고문헌
- 가도카와 일본지명대사전 28 효고현